# María Goiricelaya
María Goiricelaya Burón (Bilbao, Vizcaya, 1983) es una directora, dramaturga, especialista en voz e investigadora teatral española.
Es directora artística del Festival de Teatro de Olite desde 2022 y programadora artística de la Sala BBK desde 2021. Además, es residente en el Centro Dramático Nacional y miembro de la Academia de las Artes Escénicas de España.

## Biografía
Goiricelaya es una de las voces más relevantes del teatro contemporáneo español. El suyo es un teatro incómodo e inconfundible que habla del presente. Bien con su compañía La Dramática Errante (la cual dirige junto a la creadora Ane Pikazadesde 2017), o en proyectos paralelos, Goiricelaya, Premio Max 2023 a Mejor adaptación por YERMA, ha desarrollado a lo largo de los años un tipo de “teatro de las heridas” que, sin adoptar una postura rencorosa ni compasiva, se centra en cicatrices que escuecen al espectador y sacuden el mundo actual. Goiricelaya explora así las oscuras grietas de nuestro pasado reciente para comprender mejor el presente en el que vivimos. 
Su sello, La Dramática Errante, ahonda en tres ejes principales de trabajo: el apoyo a los espacios de creación para las mujeres, la normalización del euskera, y el compromiso con la difusión de temas con impacto social. En el año 2021, Altsasufue el primer proyecto que firmaron como compañía de manera oficial y surgió dentro del proyecto Cicatrizar del centro de investigación, formación y creación teatral Nuevo Teatro Fronterizo. 
Doctora en Investigación y Creación en Arte por la Universidad del País Vasco, Goiricelaya realizó su tesis “El entrenamiento vocal del actor en los siglos XX y XXI” en 2016. También es Licenciada en Comunicación Audiovisual y Postgraduada en Artes Escénicas por la UPV y posee varios Másteres: Teatro Musical (Royal Central School of Speech & Drama), Artes Escénicas (Universidad Rey Juan Carlos) y Gestión Cultural (UOC). Su formación incluye centros como el Roy Hart Center (Francia), Teatr Piesn Kozla (Polonia) y el Arthoc International Centre (Rumania), entre muchos otros. Sus primeros pasos como actriz e investigadora fueron de la mano de la compañía de teatro vasca KABIA y como profesora de voz en numerosas escuelas de interpretación del País Vasco.

## Obra
- 2025 Dysphoria[19]de María Goiricelaya en el Teatro Alhambra.[20]
- 2025. Ni flores, ni funeral, ni cenizas, ni tantán[21]de María Goiricelaya en el Teatro Arriaga.[22][23]
- 2024 Filtro[24]de María Goiricelaya en  la Sala Verdi
- 2024 Desobedientes Tanttaka Teatro
- 2023 Play![25]de María Goiricelaya en el Centro Dramático Nacional
- 2023 El Teléfono[26] de Gian Carlo Menotti en Palacio Euskalduna - Festival Musika Música
- 2023 Festen[27]de Thomas Vinterberg en el Teatro Arriaga[28]
- 2023 Nevenka[29][30]de María Goiricelaya en Teatro Alhambra
- 2023 El nadador de aguas abiertas[31]de Adam Martin Skilton en el Teatro Pavón
- 2022 Animales Salvajes[32]de Javier Liñera en Dantzerti
- 2021 Yerma,[33] inspirada en Federico García Lorca, en la Sala BBK[34][35]
- 2021 Altsasu[36]de María Goiricelaya en el Teatro Arriaga[37][38][39]
- 2020 Madre Coraje de Bertolt Brecht en el Teatro Arriaga[40]
- 2020 El patio de mi casa / Harri Orri Ar[41]de María Goiricelaya en el Teatro Arriaga
- 2018 Ocaña,[42] homenaje teatral al pintor sevilla José Pérez Ocaña, en Pabellón 6 y Teatro Arriaga[43]
- 2018 Uccelli[44]para Fundación BILBAO 700. Festival Musika Música
- 2017 Lyceum Club, homenaje al primer club que luchó por la defensa de los derechos de las mujeres en España, en el Teatro Arriaga[45]
- 2017 De amor y luz/ Maitasunez eta argiz[46]para Fundación BILBAO 700. Festival BAS Bilbao
- También fue ayudante de dirección de:
- 2022 Erresuma/ Kingdom/ Reino[47]de Calixto Bieito en el Teatro Arriaga
- 2018 Buñuel[48]de Ramón Barea en Pabellón 6

## Premios y reconocimientos
- 2024 Finalista Premios MAX mejor espectáculo y mejor dirección por ‘NEVENKA’
- 2024 Finalista Premios TALÍA mejor autoría por ‘NEVENKA’
- 2023 Premio MAX mejor adaptación de obra teatral por ‘YERMA’[49][50]
- 2023 Finalista Premios MAX mejor dirección por ‘YERMA’[51]
- 2023 Finalista Premios MAX mejor autoría y mejor espectáculo por ‘ALTSASU’
- 2022 Premio Urregin Mejor Espectáculo por ‘ALTSASU’
- 2021 Finalista Premios MAX 2021 a Mejor Autoría Revelación por ‘EL PATIO DE MI CASA’[52]
- 2020 Subvención de Creación de Textos teatrales 2020. Gobierno Vasco
- 2019 Candidatura Premios MAX 2019 a Mejor Espectáculo Revelación y Mejor Autoría Revelación por ‘LYCEUM CLUB’
- 2019 Premio Nazario al Mejor espectáculo por ‘OCAÑA’
- 2019 Nominación Mejor Producción Vasca en los Premios Ercilla por ‘OCAÑA’
- 2018 Premio del Público Jornadas de Teatro Breve de P6 por ‘PONME TU HISTORIA AQUÍ’
- 2018 Beca de creación Nuevas Dramaturgias Donostia 2016
- 2018 Premio ERCILLA Mejor producción vasca por ‘Alicia después de Alicia’. KABIA
- 2017 Beca formación en gestión cultural- Diputación Foral de Bizkaia.
- 2016 Subvención de Creación de Textos teatrales 2016. Gobierno Vasco.
- 2015 Premio Mejor Montaje Escénico en la XVIII Edición del Certamen Nacional de Teatro Garnacha de Rioja por ‘La Noche Árabe’ KABIA
- 2010 Premio Ercilla a la mejor producción vasca 2010 por ‘Decir lluvia y que llueva’ KABIA
- 2010 Premio CENIT por  ‘Decir lluvia y que llueva’ KABIA
- 2009 Beca KREA Expresión Contemporánea –Vital Kutxa
- 2008 Beca La Caixa realización de Másteres en España – Universidad Rey Juan Carlos
- 2006 Beca de Formación actoral – Royal Central School of Speech & Drama - Diputación Foral de Bizkaia